# بطولة أمم أوروبا تحت 21 سنة 2021
بطولة أمم أوروبا تحت 21 سنة 2021 (تُعرف أيضًا باسم يورو تحت 21 سنة 2021 ) هي النسخة الثالثة والعشرون من بطولة أمم أوروبا تحت 21 سنة (النسخة السادسة والعشرون إذا تم تضمين عصر تحت 23 عامًا أيضًا)، وهي بطولة كرة القدم الدولية للشباب التي تقام كل سنتين. البطولة التي ينظمها الاتحاد الأوروبي لكرة القدم لمنتخبات أوروبا تحت 21 سنة للرجال. في البداية، كان من المقرر أن يلعب 12 فريقًا في البطولة، ولكن في 6 فبراير 2019، قامت اللجنة التنفيذية للاتحاد الأوروبي لكرة القدم بزيادة هذا العدد إلى  فقط اللاعبون المولودون في 1 يناير 1998 أو بعده هم المؤهلون للمشاركة.
شاركت في استضافة البطولة المجر وسلوفينيا . وكان من المقرر أصلاً أن يتم عقده في الفترة من 9 إلى 26 يونيو 2021. ومع ذلك، تمت إعادة جدولة البطولة بعد تأجيل بطولة أمم أوروبا 2020 إلى يونيو/يوليو 2021 بسبب جائحة كوفيد-19 . كان من المقرر تحديد المواعيد الجديدة مبدئيًا في 27 مايو 2020،  ولكن تم تأجيلها بعد ذلك إلى 17 يونيو 2020،  حيث ناقش اجتماع اللجنة التنفيذية للاتحاد الأوروبي لكرة القدم التقويم وشكل البطولة. في 17 يونيو 2020، أعلن الاتحاد الأوروبي لكرة القدم أن البطولة ستقام على مرحلتين؛ مرحلة المجموعات والتي أقيمت في الفترة من 24 إلى 31 مارس 2021، ومرحلة خروج المغلوب التي أقيمت في الفترة من 31 مايو إلى 6 يونيو 2021. بسبب جائحة كوفيد-19، لم يتم استخدام تقنية الفيديو .
كانت إسبانيا هي حاملة اللقب، لكن تم إقصاؤها في مرحلة خروج المغلوب على يد البرتغال .

## اختيار المضيف
أبدت الاتحادات التالية رغبتها في التقدم بطلب لتنظيم البطولة:
- المجر /  سلوفينيا (إستضافة مشتركة) [12][13]

تم تعيين المجر وسلوفينيا كمضيفين مشاركين في اجتماع اللجنة التنفيذية للاتحاد الأوروبي لكرة القدم في دبلن ، جمهورية أيرلندا في 3 ديسمبر 2018.

## التصفيات المؤهلة
دخلت جميع دول الاتحاد الأوروبي لكرة القدم البالغ عددها 55 دولة المنافسة، وعلى عكس المنافسة الأخيرة، تأهلت المجر وسلوفينيا المضيفتان تلقائيًا، وتنافست الفرق الـ 53 الأخرى في المنافسة التأهيلية لتحديد المراكز الـ 14 المتبقية في البطولة النهائية. أُجريت قرعة دور المجموعات المؤهلة في 11 ديسمبر 2018. أقيمت مرحلة المجموعات المؤهلة في الفترة من مارس 2019 إلى أكتوبر 2020، بينما كان من المقرر أن تقام المباريات الفاصلة في نوفمبر 2020  ستتكون المنافسة المؤهلة في الأصل من جولتين:
- مرحلة المجموعات المؤهلة : تم تقسيم الفرق الـ53 إلى تسع مجموعات: ثماني مجموعات من ستة فرق ومجموعة واحدة من خمسة فرق. تم لعب كل مجموعة بنظام الذهاب والإياب ذهابًا وإيابًا. يتأهل الفائزون بالمجموعة التسعة وأفضل وصيف (بدون احتساب النتائج ضد الفريق صاحب المركز السادس) مباشرة إلى البطولة النهائية، بينما يتأهل الوصيفون الثمانية المتبقون إلى التصفيات.
- الجولة الفاصلة : تم تقسيم الفرق الثمانية إلى أربع مواجهات للعب مباريات الذهاب والإياب لتحديد آخر أربعة فرق مؤهلة.

ومع ذلك، بسبب جائحة كوفيد-19 في أوروبا والذي تسبب في تأجيل المباريات في مرحلة المجموعات المؤهلة، أعلن الاتحاد الأوروبي لكرة القدم في 17 يونيو 2020 أنه سيتم إلغاء المباريات الفاصلة. وبدلاً من ذلك، تأهل الفائزون بالمجموعة التسعة وأفضل خمسة منتخبين في المركز الثاني (بدون احتساب النتائج ضد الفريق صاحب المركز السادس) إلى البطولة النهائية.

### الفرق المتأهلة
تأهلت الفرق التالية للبطولة النهائية.
ملحوظة: جميع إحصائيات الظهور تشمل الفترة تحت 21 عامًا فقط (منذ 1978).
| الفريق         | طريقة التأهل                | تاريخ التأهل   | الظهور                                      | آخر ظهور               | أفضل أداء سابق                       |
| -------------- | --------------------------- | -------------- | ------------------------------------------- | ---------------------- | ------------------------------------ |
| المجر          | مضيف مشترك                  | 2018 ديسمبر 3  | الخامس                                      | 1996 (ربع النهائي)     | نصف النهائي (1986)                   |
| سلوفينيا       | مضيف مشترك                  | 2018 ديسمبر 3  | الأول                                       | —                      | أول مرة                              |
| روسيا          | المجموعة الخامسة ‏ المتصدر   | 2020 أكتوبر 13 | الرابع (السابع بما في ذلك الاتحاد السوفيتي) | 2013 (مرحلة المجموعات) | البطل ( 1980, 1990 )                 |
| سويسرا         | المجموعة الثانية ‏ الوصيف[^] | 2020 أكتوبر 13 | الرابع                                      | 2011 (الوصيف)          | الوصيف (2011)                        |
| هولندا         | المجموعة السابعة ‏ المتصدر   | 2020 أكتوبر 13 | الثامن                                      | 2013 (نصف النهائي)     | البطل ( 2006، 2007 )                 |
| الدنمارك       | المجموعة الثامنة ‏ المتصدر   | 2020 أكتوبر 13 | التاسع                                      | 2019 (مرحلة المجموعات) | نصف النهائي (1992، 2015)             |
| إسبانيا        | المجموعة السادسة ‏ المتصدر   | 2020 أكتوبر 13 | الخامس عشر                                  | 2019 (البطل)           | البطل (1986، 1998، 2011، 2013، 2019) |
| إنجلترا        | المجموعة الثالثة ‏ المتصدر   | 2020 أكتوبر 13 | السادس عشر                                  | 2019 (مرحلة المجموعات) | البطل (1982، 1984)                   |
| فرنسا          | المجموعة الثانية ‏ المتصدر   | 2020 نوفمبر 12 | العاشر                                      | 2019 (نصف النهائي)     | البطل (1988)                         |
| إيطاليا        | المجموعة الأولى ‏ المتصدر    | 2020 نوفمبر 15 | الحادي والعشرون                             | 2019 (مرحلة المجموعات) | البطل (1992، 1994، 1996، 2000، 2004) |
| البرتغال       | المجموعة السابعة ‏ الوصيف[^] | 2020 نوفمبر 15 | التاسع                                      | 2017 (مرحلة المجموعات) | الوصيف (1994، 2015)                  |
| جمهورية التشيك | المجموعة الرابعة ‏ المتصدر   | 2020 نوفمبر 17 | الثامن (الرابع عشر تشيكوسلوفاكيا)           | 2017 (مرحلة المجموعات) | البطل (2002)                         |
| ألمانيا        | المجموعة التاسعة ‏ البطل     | 2020 نوفمبر 17 | الثالث عشر                                  | 2019 (المركز الثاني)   | البطل (2009، 2017)                   |
| كرواتيا        | المجموعة الرابعة ‏ الوصيف[^] | 2020 نوفمبر 17 | الرابع                                      | 2019 (مرحلة المجموعات) | دور المجموعات (2000، 2004، 2019)     |
| رومانيا        | المجموعة الثامنة ‏ الوصيف[^] | 2020 نوفمبر 17 | الثالث                                      | 2019 (نصف النهائي)     | نصف النهائي (2019)                   |
| آيسلندا        | المجموعة الأولى ‏ الوصيف[^]  | 2020 نوفمبر 24 | الثاني                                      | 2011 (دور المجموعات)   | دور المجموعات (2011)                 |

### القرعة النهائية
تم إجراء القرعة النهائية في 10 ديسمبر 2020، الساعة 15:00 بتوقيت وسط أوروبا ، في مقر الاتحاد الأوروبي لكرة القدم في نيون ، سويسرا. تم تقسيم الفرق الستة عشر إلى أربع مجموعات من أربعة فرق. تم تصنيف الفرق وفقًا لمعامل تصنيفها بعد نهاية مرحلة التصفيات، ويتم حسابه على أساس ما يلي:
- البطولة النهائية لبطولة أوروبا تحت 21 سنة 2017 والمنافسة التأهيلية (20%)
- البطولة النهائية لبطولة أوروبا تحت 21 سنة 2019 والمنافسة التأهيلية (40%)
- تصفيات بطولة أوروبا لكرة القدم تحت 21 سنة 2021 (مرحلة المجموعات فقط) (40%)

تم تعيين المضيفين المجر وسلوفينيا في المركزين A1 وB1 على التوالي في القرعة، بينما تم سحب الفرق الأربعة عشر الأخرى إلى المراكز الأخرى المتاحة في مجموعتهم.
| الفريق  | التصنيف |
| ------- | ------- |
| إسبانيا | 40,620  |
| ألمانيا | 38,490  |
| فرنسا   | 37,147  |
| إنجلترا | 36,846  |

| فريق     | التصنيف |
| -------- | ------- |
| إيطاليا  | 36,361  |
| الدنمارك | 36,088  |
| البرتغال | 35863   |
| هولندا   | 32,686  |

| فريق           | التصنيف |
| -------------- | ------- |
| رومانيا        | 32,198  |
| كرواتيا        | 31,902  |
| جمهورية التشيك | 29,648  |
| روسيا          | 29,162  |

| فريق                 | التصنيف |
| -------------------- | ------- |
| سويسرا               | 28,059  |
| آيسلندا              | 26,071  |
| سلوفينيا (المركز ب1) | 25,851  |
| المجر (المركز أ1)    | 21,318  |

## الأماكن
وفيما يلي الملاعب التي أقيمت فيها المسابقة:
| المجر | المجر | المجر | المجر |
| سيكيسفيرفار | زومباثلي | بودابست | جيور |
| --- | --- | --- | --- |
| مول ارينا سوستو (Aréna Sóstó) | مجمع هالاداس الرياضي (Haladás Stadion)                                                                                                | بوزيك ارينا ‏ | ملعب مينفي أوتي (Gyirmóti Stadion)                                                                                          |
| السعة: 14,000 | السعة: 8,900 | السعة: 8,468 | السعة: 4,335 |
| | | | |
| Székesfehérvár Budapest Szombathely Győrبطولة أمم أوروبا تحت 21 سنة 2021 (المجر)سيكيسفيرفاربودابستزومباثليجيور مواقع الملاعب في المجر | Székesfehérvár Budapest Szombathely Győrبطولة أمم أوروبا تحت 21 سنة 2021 (المجر)سيكيسفيرفاربودابستزومباثليجيور مواقع الملاعب في المجر | Ljubljana Celje Maribor Koperبطولة أمم أوروبا تحت 21 سنة 2021 (Slovenia)ليوبلياناسيلجيماريبوركوبر مواقع الملاعب في سلوفينيا | Ljubljana Celje Maribor Koperبطولة أمم أوروبا تحت 21 سنة 2021 (Slovenia)ليوبلياناسيلجيماريبوركوبر مواقع الملاعب في سلوفينيا |
| سلوفينيا | | | |
| ليوبليانا | سيلجي | ماريبور | كوبر |
| ملعب ستوزيتسي | ملعب زدزيل (Stadion Celje) | ليجودسكي فرت | ملعب بونيفيكا ‏ |
| السعة: 16,100 | السعة: 13,600 | السعة: 12,702 | السعة: 4,010 |
| ملف:Stozice Stadium Ljubljana.jpg | | ملف:Ljudski vrt 2012.jpg | |

تم الإعلان عن الجدول الزمني المؤقت في نوفمبر 2019، حيث تستضيف الأماكن الثمانية المذكورة أعلاه المباريات. ستستضيف المجر (المجموعتان الأولى والثالثة) وسلوفينيا (المجموعتان الثانية والرابعة)، دور ربع نهائي ونصف نهائي لكل منهما، بينما سيقام النهائي في سلوفينيا على ملعب ستوزيتسه ، ليوبليانا .

## حكام البطولة
| الدولة          | الحكم                          | حكم مساعد أول                 | حكم مساعد ثاني             |
| --------------- | ------------------------------ | ----------------------------- | -------------------------- |
| بلجيكا          | لورانس فيسر [الإنجليزية]       | تيبود نيسن                    | روبن وينز                  |
| البوسنة والهرسك | عرفان بيليتو                   | دافور بيلجو                   | سيناد إيبريسيمبيجوفيتش     |
| إسبانيا         | غييرمو كوادرا فرنانديز         | إنييجو برييتو لوبيز دي سيراين | خوسيه إنريكي نارانجو بيريز |
| إيطاليا         | ماوريتسيو مارياني [الإنجليزية] | ألبرتو تيغوني                 | دانييلي بيندوني            |
| سويسرا          | ساندرو شيرر                    | ستيفان دي ألميدا              | بكيم زوجاج                 |
| تركيا           | خليل اوموت ملر                 | مصطفى امري عيسوي              | عبد الله بورا أوزكارا      |
| فرنسا           | فرانسوا ليتكسير                | سيريل مونييه                  | مهدي الرحموني              |
| جورجيا          | جيورجي كرواشفيلي [الإنجليزية]  | ليفان فاراميشفيلي             | زازا بيبيا                 |
| ألمانيا         | ضرر أوسمرز ‏                    | إدوارد بيتنجر                 | دومينيك شال                |
| هولندا          | دينيس هيجلر [الإنجليزية]       | جوست فان زويلين               | يوهان بالدر                |
| بولندا          | بارتوش فرانكوفسكي              | جاكوب وينكلر                  | داود جوليس                 |
| السويد          | غلين نيبرج                     | محبود بيجي                    | أندرياس سوديركفيست         |

الحكام الرابعون
- جيروم بريسارد
- Irakli Kvirikashvili
- Ádám Farkas [الإنجليزية]
- Daniele Doveri
- إسبن إسكوس
- Horațiu Feșnic
- Rade Obrenović
- خوان مارتينيز مونويرا

## دور المجموعات
تأهل متصدرو المجموعة والوصيفون إلى الدور ربع النهائي.
حواجز التعادل
في مرحلة المجموعات، تم ترتيب الفرق وفقًا للنقاط (3 نقاط للفوز، ونقطة واحدة للتعادل، و0 نقطة للخسارة)، وإذا تعادلت بالنقاط، تم تطبيق معايير كسر التعادل التالية، بالترتيب الموضح، على تحديد التصنيف (المادتان 18.01 و18.02 من اللائحة التنفيذية):
1. النقاط في المباريات المباشرة بين الفرق المتعادلة؛
2. فارق الأهداف في المباريات المباشرة بين الفرق المتعادلة؛
3. الأهداف المسجلة في المباريات المباشرة بين الفرق المتعادلة؛
4. إذا كان أكثر من فريقين متعادلين، وبعد تطبيق جميع معايير المواجهات المباشرة المذكورة أعلاه، ظلت مجموعة فرعية من الفرق متعادلة، وتم إعادة تطبيق جميع معايير المواجهات المباشرة المذكورة أعلاه حصريًا على هذه المجموعة الفرعية من الفرق؛
5. فارق الأهداف في جميع مباريات المجموعة؛
6. الأهداف المسجلة في جميع مباريات المجموعة؛
7. ركلات الترجيح إذا حصل فريقان فقط على نفس عدد النقاط، وتقابلا في الجولة الأخيرة من المجموعة وكانا متعادلين بعد تطبيق جميع المعايير المذكورة أعلاه (لا تستخدم إذا حصل أكثر من فريقين على نفس عدد النقاط، أو إذا كان تصنيفاتهم لم تكن ذات صلة بالتأهل للمرحلة التالية)؛
8. النقاط التأديبية (البطاقة الحمراء = 3 نقاط، البطاقة الصفراء = نقطة واحدة، الطرد لبطاقتين صفراوين في مباراة واحدة = 3 نقاط)؛
9. تصنيف معامل اليويفا للسحب النهائي.

جميع الأوقات بالتوقيت المحلي، توقيت وسط أوروبا ( ت ع م+1 ) للمباريات بين 24 و27 مارس 2021، توقيت وسط أوروبا الصيفي ( ت ع م+2 ) للمباريات بين 28 و31 مارس 2021.

### المجموعة الأولى
| م | الفريق    | لعب | ف | ت | خ | أ.له | أ.ع | أ.ف | نقاط | التأهل                        |
| - | --------- | --- | - | - | - | ---- | --- | --- | ---- | ----------------------------- |
| 1 | هولندا    | 3   | 1 | 2 | 0 | 8    | 3   | +5  | 5    | التقدم إلى مرحلة خروج المغلوب |
| 2 | ألمانيا   | 3   | 1 | 2 | 0 | 4    | 1   | +3  | 5    | التقدم إلى مرحلة خروج المغلوب |
| 3 | رومانيا   | 3   | 1 | 2 | 0 | 3    | 2   | +1  | 5    |                               |
| 4 | المجر (H) | 3   | 0 | 0 | 3 | 2    | 11  | −9  | 0    |                               |

1. 1 2 3  تعادل في نقاط المواجهات المباشرة (2) وفارق الأهداف وجها لوجه (0). الأهداف المسجلة: هولندا 2، ألمانيا 1، رومانيا 1. تم تصنيف ألمانيا ورومانيا على فارق الأهداف الإجمالي.

| المجر | 0–3   | ألمانيا                      |
| ----- | ----- | ---------------------------- |
|       | تقرير | - Nmecha 61' - Baku 66'، 73' |

| رومانيا       | 1–1   | هولندا        |
| ------------- | ----- | ------------- |
| - Ciobanu 20' | تقرير | - Schuurs 16' |

| المجر        | 1–2   | رومانيا                   |
| ------------ | ----- | ------------------------- |
| - Csonka 56' | تقرير | - Mățan 70' - Pașcanu 87' |

| ألمانيا      | 1–1   | هولندا         |
| ------------ | ----- | -------------- |
| - Nmecha 84' | تقرير | - Kluivert 48' |

| هولندا                                                                       | 6–1   | المجر               |
| ---------------------------------------------------------------------------- | ----- | ------------------- |
| - De Wit 42' - Boadu 47' (ركلة.) - Gakpo 58'، 70' - Botman 87' - Brobbey 89' | تقرير | - Bolla 65' (ركلة.) |

| ألمانيا | 0–0   | رومانيا |
| ------- | ----- | ------- |
|         | تقرير |         |

### المجموعة الثانية
| م | الفريق         | لعب | ف | ت | خ | أ.له | أ.ع | أ.ف | نقاط | التأهل                        |
| - | -------------- | --- | - | - | - | ---- | --- | --- | ---- | ----------------------------- |
| 1 | إسبانيا        | 3   | 2 | 1 | 0 | 5    | 0   | +5  | 7    | التقدم إلى مرحلة خروج المغلوب |
| 2 | إيطاليا        | 3   | 1 | 2 | 0 | 5    | 1   | +4  | 5    | التقدم إلى مرحلة خروج المغلوب |
| 3 | جمهورية التشيك | 3   | 0 | 2 | 1 | 2    | 4   | −2  | 2    |                               |
| 4 | سلوفينيا (H)   | 3   | 0 | 1 | 2 | 1    | 8   | −7  | 1    |                               |

| سلوفينيا | 0–3   | إسبانيا                                |
| -------- | ----- | -------------------------------------- |
|          | تقرير | - Puado 53' - Villar 54' - Miranda 89' |

| جمهورية التشيك      | 1–1   | إيطاليا      |
| ------------------- | ----- | ------------ |
| Maggiore 75' (ه.ذ.) | تقرير | Scamacca 31' |

| سلوفينيا    | 1–1   | جمهورية التشيك      |
| ----------- | ----- | ------------------- |
| - Matko 32' | تقرير | - Prelec 86' (ه.ذ.) |

| إسبانيا | 0–0   | إيطاليا |
| ------- | ----- | ------- |
|         | تقرير |         |

| إيطاليا                                                   | 4–0   | سلوفينيا |
| --------------------------------------------------------- | ----- | -------- |
| - Maggiore 10' - Raspadori 19' - Cutrone 25' (ركلة.)، 50' | تقرير |          |

| إسبانيا          | 2–0   | جمهورية التشيك |
| ---------------- | ----- | -------------- |
| - Gómez 69'، 78' | تقرير |                |

### المجموعة الثالثة
| م | الفريق   | لعب | ف | ت | خ | أ.له | أ.ع | أ.ف | نقاط | التأهل                        |
| - | -------- | --- | - | - | - | ---- | --- | --- | ---- | ----------------------------- |
| 1 | الدنمارك | 3   | 3 | 0 | 0 | 6    | 0   | +6  | 9    | التقدم إلى مرحلة خروج المغلوب |
| 2 | فرنسا    | 3   | 2 | 0 | 1 | 4    | 1   | +3  | 6    | التقدم إلى مرحلة خروج المغلوب |
| 3 | روسيا    | 3   | 1 | 0 | 2 | 4    | 6   | −2  | 3    |                               |
| 4 | آيسلندا  | 3   | 0 | 0 | 3 | 1    | 8   | −7  | 0    |                               |

| روسيا                                                                | 4–1   | آيسلندا        |
| -------------------------------------------------------------------- | ----- | -------------- |
| - Chalov 31' (ركلة.) - Tiknizyan 42' - Zakharyan 45+2' - Makarov 53' | تقرير | Guðjohnsen 59' |

| فرنسا | 0–1   | الدنمارك   |
| ----- | ----- | ---------- |
|       | تقرير | Dreyer 75' |

| روسيا | 0–2   | فرنسا                                     |
| ----- | ----- | ----------------------------------------- |
|       | تقرير | - Édouard 15' (ركلة.) - Ikoné 24' (ركلة.) |

| آيسلندا | 0–2   | الدنمارك                |
| ------- | ----- | ----------------------- |
|         | تقرير | - Isaksen 5' - Bech 18' |

| الدنمارك                                    | 3–0   | روسيا |
| ------------------------------------------- | ----- | ----- |
| - Bruun Larsen 10' - Dreyer 11' - Holse 90' | تقرير |       |

| آيسلندا | 0–2   | فرنسا                         |
| ------- | ----- | ----------------------------- |
|         | تقرير | - Guendouzi 17' - Édouard 38' |

### المجموعة الرابعة
| م | الفريق   | لعب | ف | ت | خ | أ.له | أ.ع | أ.ف | نقاط | التأهل                        |
| - | -------- | --- | - | - | - | ---- | --- | --- | ---- | ----------------------------- |
| 1 | البرتغال | 3   | 3 | 0 | 0 | 6    | 0   | +6  | 9    | التقدم إلى مرحلة خروج المغلوب |
| 2 | كرواتيا  | 3   | 1 | 0 | 2 | 4    | 5   | −1  | 3    | التقدم إلى مرحلة خروج المغلوب |
| 3 | سويسرا   | 3   | 1 | 0 | 2 | 3    | 6   | −3  | 3    |                               |
| 4 | إنجلترا  | 3   | 1 | 0 | 2 | 2    | 4   | −2  | 3    |                               |

1. 1 2 3  تعادل في نقاط المواجهات المباشرة (3) وفارق الأهداف وجها لوجه (0). الأهداف المسجلة: كرواتيا 4، سويسرا 3، إنجلترا 2.

| البرتغال   | 1–0   | كرواتيا |
| ---------- | ----- | ------- |
| Vieira 68' | تقرير |         |

| إنجلترا | 0–1   | سويسرا     |
| ------- | ----- | ---------- |
|         | تقرير | - ندوي 78' |

| كرواتيا                                         | 3–2   | سويسرا                                     |
| ----------------------------------------------- | ----- | ------------------------------------------ |
| - Ivanušec 8' - Moro 61' (ركلة.) - Vizinger 64' | تقرير | - Imeri 79' (ركلة.) - Kulenović 89' (ه.ذ.) |

| البرتغال                         | 2–0   | إنجلترا |
| -------------------------------- | ----- | ------- |
| - Mota 64' - Trincão 74' (ركلة.) | تقرير |         |

| سويسرا | 0–3   | البرتغال                                   |
| ------ | ----- | ------------------------------------------ |
|        | تقرير | - Queirós 3' - Trincão 60' - Conceição 65' |

| كرواتيا          | 1–2   | إنجلترا                       |
| ---------------- | ----- | ----------------------------- |
| - Bradarić 90+1' | تقرير | - Eze 12' (ركلة.) - Jones 74' |

## مرحلة خروج المغلوب
في مرحلة خروج المغلوب، تم استخدام الوقت الإضافي وركلات الترجيح لتحديد الفائز إذا لزم الأمر.

### المسار
|  | ربع النهائي              | ربع النهائي       |                          |       | نصف النهائي | نصف النهائي |  |  | النهائي | النهائي |
|  |                          |                   |                          |       |             |             |  |  |         |         |
|  | 31 مايو – Budapest       |                   |                          |       |             |             |  |  |         |         |
|  |                          |                   |                          |       |             |             |  |  |         |         |
|  | هولندا                   | 2                 |                          |       |             |             |  |  |         |         |
|  | هولندا                   | 2                 | 3 يونيو – Székesfehérvár |       |             |             |  |  |         |         |
|  | فرنسا                    | 1                 |                          |       |             |             |  |  |         |         |
|  | فرنسا                    | 1                 | هولندا                   | 1     |             |             |  |  |         |         |
|  | 31 مايو – Székesfehérvár |                   | هولندا                   | 1     |             |             |  |  |         |         |
|  |                          | ألمانيا           | 2                        |       |             |             |  |  |         |         |
|  | الدنمارك                 | ألمانيا           | 2                        | 2 (5) |             |             |  |  |         |         |
|  | الدنمارك                 |                   | 6 يونيو – Ljubljana      | 2 (5) |             |             |  |  |         |         |
|  | ألمانيا (ج.)             | 2 (6)             |                          |       |             |             |  |  |         |         |
|  | ألمانيا (ج.)             | 2 (6)             | ألمانيا                  | 1     |             |             |  |  |         |         |
|  | 31 مايو – Maribor        |                   | ألمانيا                  | 1     |             |             |  |  |         |         |
|  |                          | البرتغال          | 0                        |       |             |             |  |  |         |         |
|  | إسبانيا (ب.و.إ.)         | البرتغال          | 0                        | 2     |             |             |  |  |         |         |
|  | إسبانيا (ب.و.إ.)         | 3 يونيو – Maribor |                          | 2     |             |             |  |  |         |         |
|  | كرواتيا                  | 1                 |                          |       |             |             |  |  |         |         |
|  | كرواتيا                  | 1                 | إسبانيا                  | 0     |             |             |  |  |         |         |
|  | 31 مايو – Ljubljana      |                   | إسبانيا                  | 0     |             |             |  |  |         |         |
|  |                          | البرتغال          | 1                        |       |             |             |  |  |         |         |
|  | البرتغال (ب.و.إ.)        | البرتغال          | 1                        | 5     |             |             |  |  |         |         |
|  | البرتغال (ب.و.إ.)        |                   |                          | 5     |             |             |  |  |         |         |
|  | إيطاليا                  | 3                 |                          |       |             |             |  |  |         |         |
|  | إيطاليا                  | 3                 |                          |       |             |             |  |  |         |         |

### ربع النهائي
| هولندا             | 2–1   | فرنسا            |
| ------------------ | ----- | ---------------- |
| - بوادو 51'، 90+3' | تقرير | - أوباميكانو 23' |

| الدنمارك                                                            | 2–2 (ب.و.إ.) | ألمانيا                                                     |
| ------------------------------------------------------------------- | ------------ | ----------------------------------------------------------- |
| - فاغير 69' - نيلسون 108' (ركلة.)                                   | تقرير        | - نميشا 88' - بوركارد 100'                                  |
| ركلات الترجيح                                                       |              |                                                             |
| - إيساكسون - Holse - فاغير - هيولماند - نيلسون - نارتي - كريستيانسن | 5–6          | - بوركارد - مايير - ماي - شلوتربيك - نميشا - Pieper - جيكيل |

| إسبانيا           | 2–1 (ب.و.إ.) | كرواتيا                   |
| ----------------- | ------------ | ------------------------- |
| - Puado 66'، 110' | تقرير        | - إيفانوسيك 90+4' (ركلة.) |

| البرتغال                                               | 5–3 (ب.و.إ.) | إيطاليا                                  |
| ------------------------------------------------------ | ------------ | ---------------------------------------- |
| - موتا 6'، 31' - راموس 58' - جوتا 109' - كونسيساو 119' | تقرير        | - بوبيغا 45' - سكاماكا 60' - كوتروني 89' |

### نصف النهائي
| هولندا        | 1–2   | ألمانيا        |
| ------------- | ----- | -------------- |
| - Schuurs 67' | تقرير | - Wirtz 1'، 8' |

| إسبانيا | 0–1   | البرتغال            |
| ------- | ----- | ------------------- |
|         | تقرير | - Cuenca 80' (ه.ذ.) |

### النهائي
| ألمانيا      | 1–0   | البرتغال |
| ------------ | ----- | -------- |
| - Nmecha 49' | تقرير |          |

## الهدافين
عدد الأهداف المُسجلة  83 هدفًا  في 31 مباراة، بمتوسط 2.68 هدفًا في المباراة الواحدة.
4 أهداف
- لوكاس نميشا

3 أهداف
- باتريك كوتروني
- مايرون بوادو
- داني موتا
- جافي بوادو

هدفان
- لوكا إيفانوسيك
- أنديرس درير
- أودسون إدوارد
- بوت باكو
- فلوريان فيرتز
- جيانلوكا سكاماكا
- كودي جاكبو
- بيير شورس
- فرانشيسكو كونسيساو
- فرانسيسكو ترينكاو
- دانيل جوميز ألكون

هدف ذاتي
- ساندرو كولينوفيتش (ضد سويسرا)
- جيوليو ماجيوري (ضد جمهورية التشيك)
- نك بريليك (ضد جمهورية التشيك)
- خورخي كوينكا (ضد البرتغال)

## الجوائز
وتم توزيع الجوائز التالية في ختام البطولة:
- أفضل لاعب في البطولة: فابيو فييرا [57]
- الحذاء الذهبي: لوكاس نميشا [58]

### فريق البطولة
بعد البطولة، تم اختيار فريق البطولة تحت 21 عامًا من قبل المراقبين الفنيين للاتحاد الأوروبي لكرة القدم.
| المركز      | اللاعب           |
| ----------- | ---------------- |
| حراس المرمى | أندري فلاد       |
| حراس المرمى | ماركو كارنيسكي   |
| حراس المرمى | ديوغو كوستا      |
| المدافعون   | ديفيد راوم       |
| المدافعون   | Diogo Queirós    |
| المدافعون   | نيكو شلوتربيك    |
| المدافعون   | مادس بيخ سورينسن |
| المدافعون   | بيير شورس        |
| المدافعون   | فيكتور نيلسون    |
| المدافعون   | بوت باكو         |
| المدافعون   | خورخي كوينكا     |
| لاعبو الوسط | Fábio Vieira     |
| لاعبو الوسط | داني دي ويت      |
| لاعبو الوسط | Gonzalo Villar   |
| لاعبو الوسط | Vitinha          |
| لاعبو الوسط | نيكلاس دورش      |
| لاعبو الوسط | Denis Makarov    |
| لاعبو الوسط | أرني مايير       |
| المهاجمون   | لوكا إيفانوسيك   |
| المهاجمون   | لوكاس نميشا      |
| المهاجمون   | ياكوب برون لارسن |
| المهاجمون   | داني موتا        |
| المهاجمون   | Javi Puado       |

## البث التلفزيوني

### أوروبا
| البلد/المنطقة   | المذيع                                   | المذيع                            |
| البلد/المنطقة   | مجانا                                    | شراء                              |
| --------------- | ---------------------------------------- | --------------------------------- |
| النمسا          | أو أر أف                                 |                                   |
| بلجيكا          | آر تي بي إف                              |                                   |
| بلغاريا         | بي ان تي ‏                                |                                   |
| كرواتيا         | إذاعة وتلفزيون كرواتيا                   |                                   |
| جمهورية التشيك  | سي تي                                    |                                   |
| الدنمارك        | دي آر                                    |                                   |
| فرنسا           | فرانس تيليفيزيون                         |                                   |
| المجر           | إم تي في                                 |                                   |
| جمهورية أيرلندا | سكاي سبورتس (يوتيوب، غير الإنجليزية فقط) | سكاي سبورتس (مباريات إنجلترا فقط) |
| المملكة المتحدة | سكاي سبورتس (يوتيوب، غير الإنجليزية فقط) | سكاي سبورتس (مباريات إنجلترا فقط) |
| إيطاليا         | راي                                      |                                   |
| ألمانيا         | بروسيبن سات.1                            |                                   |
| هولندا          | إن أو اس (مباريات هولندا فقط والنهائي)   |                                   |
| روسيا           | ماتش تي في                               |                                   |
| البرتغال        | إذاعة وتلفزيون البرتغال                  |                                   |
| رومانيا         | تفر                                      |                                   |
| سلوفينيا        | آر تي في سلوفينيا ‏                       |                                   |
| إسبانيا         | ميدياسيت إسبانيا ‏                        |                                   |
| السويد          | إس في تي                                 |                                   |
| سويسرا          | هيئة الإذاعة السويسرية                   |                                   |
| تركيا           | تي آر تي                                 |                                   |
| أوكرانيا        | يو أي فيرست                              |                                   |

### خارج أوروبا
| البلد/المنطقة    | المذيع             |
| ---------------- | ------------------ |
| الصين            | سوبر سبورتس        |
| الهند            | سوني ستة ‏          |
| اليابان          | واو                |
| أمريكا اللاتينية | إي إس بي إن        |
| الشرق الأوسط     | بي إن سبورتس       |
| شمال أفريقيا     | بي إن سبورتس       |
| الولايات المتحدة | إي إس بي إن ، تودن |

## روابط خارجية
- Under-21 Matches: 2021, UEFA.com